# Кривошеино (Калужская область)
Кривошеино — деревня в Жуковском районе Калужской области России. Входит в состав сельского поселения «Деревня Верховье».
В 1782 году относилась к Малоярославецкому уезду, во владении Экономической коллегии Синодального правления, ранее Троице-Сергиево монастыря, на левом берегу речки Диришны. Входила в деревни села Передоль.

## География
Находится южнее федеральной автотрассы  М-3 («Украина») на берегу реки Дырочная
Рядом Верховье, Трясь, Окороково.

## Население
| 2002 | 2010 |
| ---- | ---- |
| 144  | ↗155 |